# Pfarrkirche St. Bernhard

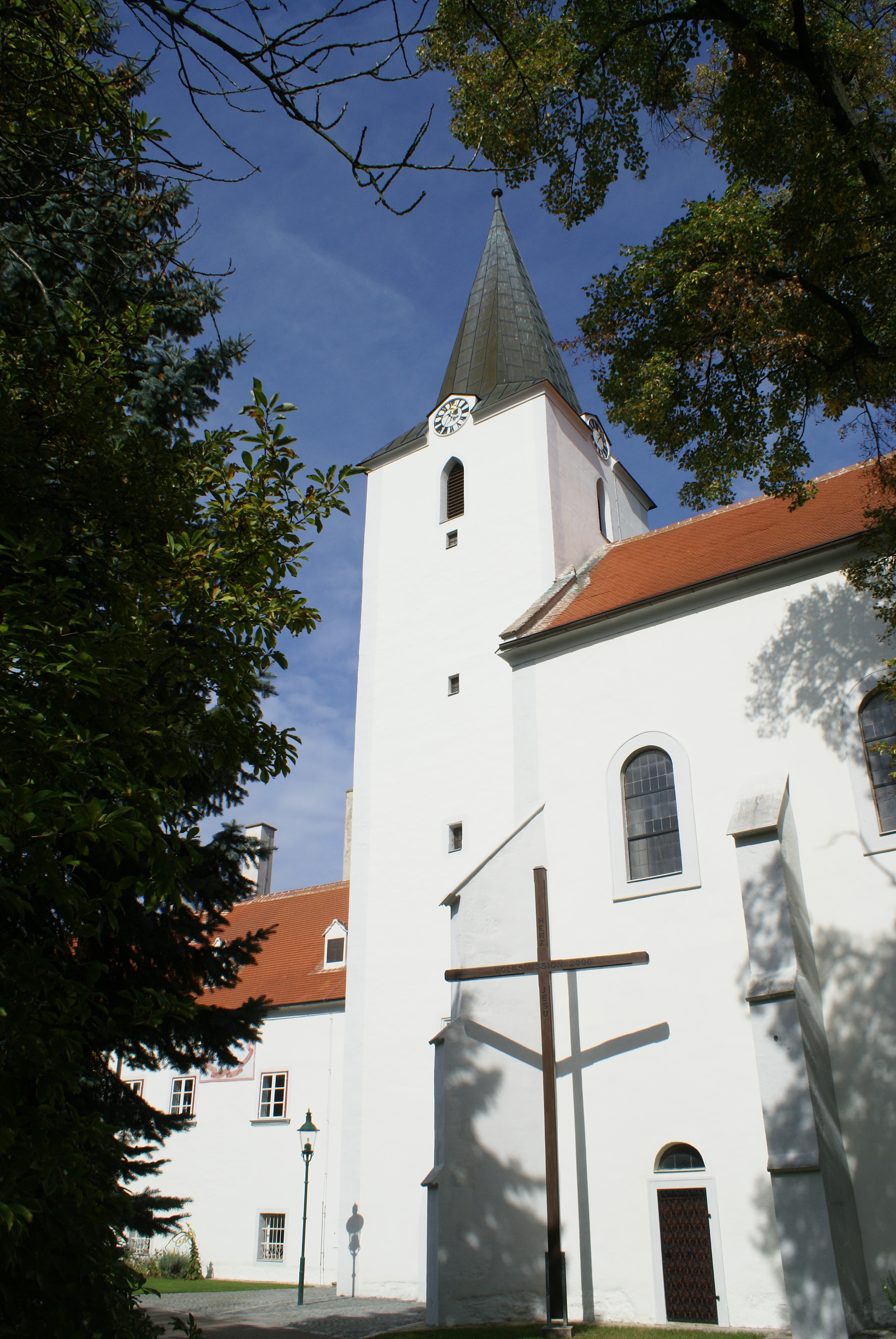
Katholische Pfarrkirche Mariä Himmelfahrt in St. Bernhard

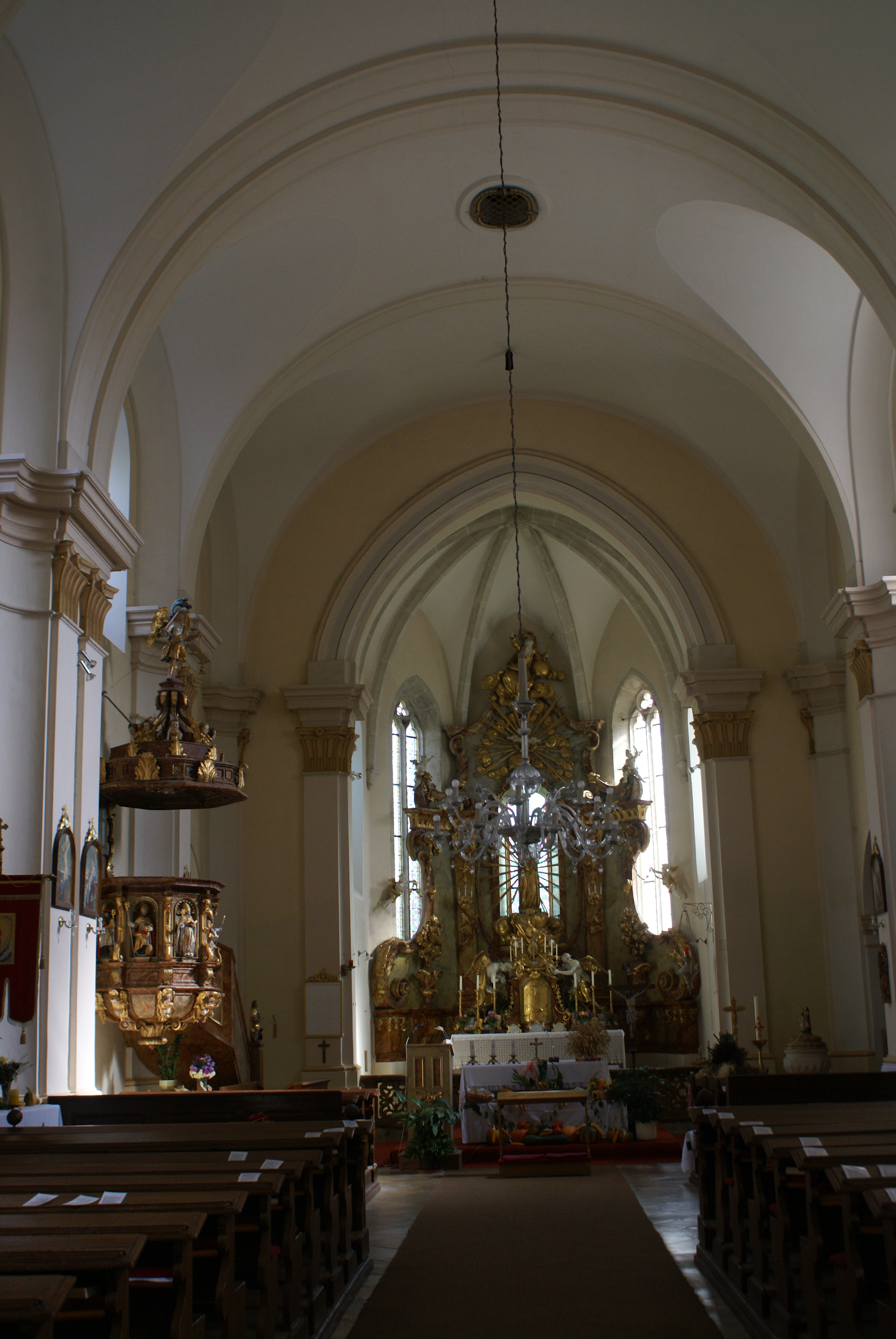
Innenraum des einschiffigen Langhauses zum Hauptchor

Die Pfarrkirche St. Bernhard steht als ehemalige Klosterkirche vom Stift St. Bernhard im Ort St. Bernhard in der Gemeinde St. Bernhard-Frauenhofen im Bezirk Horn in Niederösterreich. Die dem Fest Mariä Himmelfahrt geweihte römisch-katholische Pfarrkirche gehört zum Dekanat Horn in der Diözese St. Pölten. Die Kirche steht unter Denkmalschutz (Listeneintrag).

## Geschichte
Die Pfarrkirche ist die ehemalige Klosterkirche des Zisterzienserinnenklosters St. Bernhard. 1580 löste sich das Kloster im Zuge der Reformation auf, 1586 wurden die Klosteranlagen mit dem dazugehörigen Gut dem Jesuitenkollegium in Wien überlassen. Nach der Aufhebung des Jesuitenordens im Jahr 1773 gehörten die Anlagen wechselnden Besitzern, die es verfallen ließen, während die Kirche 1791 zur Pfarrkirche erhoben wurde. 1852, nach dem Tod des Freiherrn von Ehrenfels, kam das ehemalige Kloster an das Stift Klosterneuburg. 1947 wurde die Kirche renoviert.

## Architektur
Das einschiffige frühgotische Langhaus, 1620 barockisiert, hat einen gotischen Chor aus dem 14. Jahrhundert. Der gotische Westturm ist dem Langhaus vorgestellt, das östlichste Langhausjoch wird symmetrisch von zwei Kapellenanbauten flankiert.

## Ausstattung
Die Kirche besitzt bemerkenswerte Altäre aus der Zeit um 1785. Die Glocke wurde 1518 gegossen.